# Swetlana Albertowna Tschernoussowa
Swetlana Albertowna Tschernoussowa (russ. Светлана Альбертовна Черноусова; * 18. September 1970 in Krasnojarsk) ist eine ehemalige russische Biathletin.

## Werdegang
Swetlana Tschernoussowa debütierte 1999 am Holmenkollen in Oslo im Biathlon-Weltcup in einem Einzel, in dem sie 14. wurde. Von nun an gehörte die gelernte Polizistin, die für Dinamo Krasnojarks startet, zum Weltcupteam. 2000 gewann sie in Oberhof mit der russischen Staffel ihren ersten Weltcup. In Ruhpolding kam sie anschließend als Achte im Sprint und als Sechste in der Verfolgung erstmals in die Top 10. Einmal konnte Tschernoussowa 2005 in Ruhpolding ein Weltcuprennen gewinnen. Allerdings musste sie sich den Sieg mit der zeitgleichen Olga Pyljowa teilen.
Ihre ersten Einsätze bei Biathlon-Weltmeisterschaften hatte sie 2000 in Oslo. Hier wurde sie Sechste im Sprint und achte in der Verfolgung. Ihr sportlicher Höhepunkt war der Gewinn der Goldmedaille mit der russischen Staffel zu der auch Pyljowa, Galina Kuklewa und Albina Achatowa gehörten. Die Titelkämpfe im folgenden Jahr in Pokljuka verliefen nicht erfolgreich für sie. 2003 in Chanty-Mansijsk wurde sie im Einzel 15. und gewann erneut mit Achatowa, Kuklewa und Swetlana Ischmuratowa Gold mit der Staffel. 2005 in Hochfilzen wurde sie nochmals 13. im Sprint. An Olympischen Spielen nahm Tschernoussowa in ihrer Karriere nie teil.
2004 startete sie erstmals bei Europameisterschaften in Minsk. Hier gewann sie mit Olga Anissimowa, Natalja Sokolowa und Irina Malgina Staffelgold. 2005 in Nowosibirsk gewann sie erstmals eine Einzelgoldmedaille im Sprint und wurde Fünfte in der Verfolgung. Die Europäischen Titelkämpfe in Bansko verliefen für sie 2007 durchweg unerfreulich. Zwischen 2004 und 2006 startete Tschernoussowa mehrfach auch im Europacup. Zwei Sprintrennen konnte sie dort gewinnen.
Seit 2006 konnte Tschernoussowa immer seltener Erfolge im Biathlon erreichen, doch konnte sie Erfolge im Sommerbiathlon feiern. Bei den Weltmeisterschaften 2006 in Ufa gewann sie Gold im Sprint und hinter Jelena Dawgul Silber in der Verfolgung.

## Biathlon-Weltcup-Platzierungen
Die Tabelle zeigt alle Platzierungen (je nach Austragungsjahr einschließlich Olympische Spiele und Weltmeisterschaften).
- 1.–3. Platz: Anzahl der Podiumsplatzierungen
- Top 10: Anzahl der Platzierungen unter den ersten zehn (einschließlich Podium)
- Punkteränge: Anzahl der Platzierungen innerhalb der Punkteränge (einschließlich Podium und Top 10)
- Starts: Anzahl gelaufener Rennen in der jeweiligen Disziplin

| Platzierung | Einzel | Sprint | Verfolgung | Massenstart | Staffel | Gesamt |
| ----------- | ------ | ------ | ---------- | ----------- | ------- | ------ |
| 1. Platz    |        | 1      |            |             | 6       | 7      |
| 2. Platz    |        |        | 1          | 1           | 5       | 7      |
| 3. Platz    |        |        |            |             | 3       | 3      |
| Top 10      | 2      | 13     | 10         | 4           | 16      | 45     |
| Punkteränge | 13     | 33     | 33         | 16          | 16      | 111    |
| Starts      | 15     | 42     | 35         | 16          | 16      | 124    |